# Berlin-Köpenick
Berlin-Köpenick [ˈkøːpənɪk]  est un quartier dans l'arrondissement de Treptow-Köpenick du sud-est de Berlin, capitale de l'Allemagne. Il comprend le cœur de la ville autrefois indépendante, bien connu pour son centre historique et pour l'acte du « capitaine de Köpenick » en 1906.
Rattachée au Grand Berlin en 1920, l'ancienne ville indépendante était comprise dans le district de Köpenick jusqu'à la réforme administrative de 2001.

## Géographie

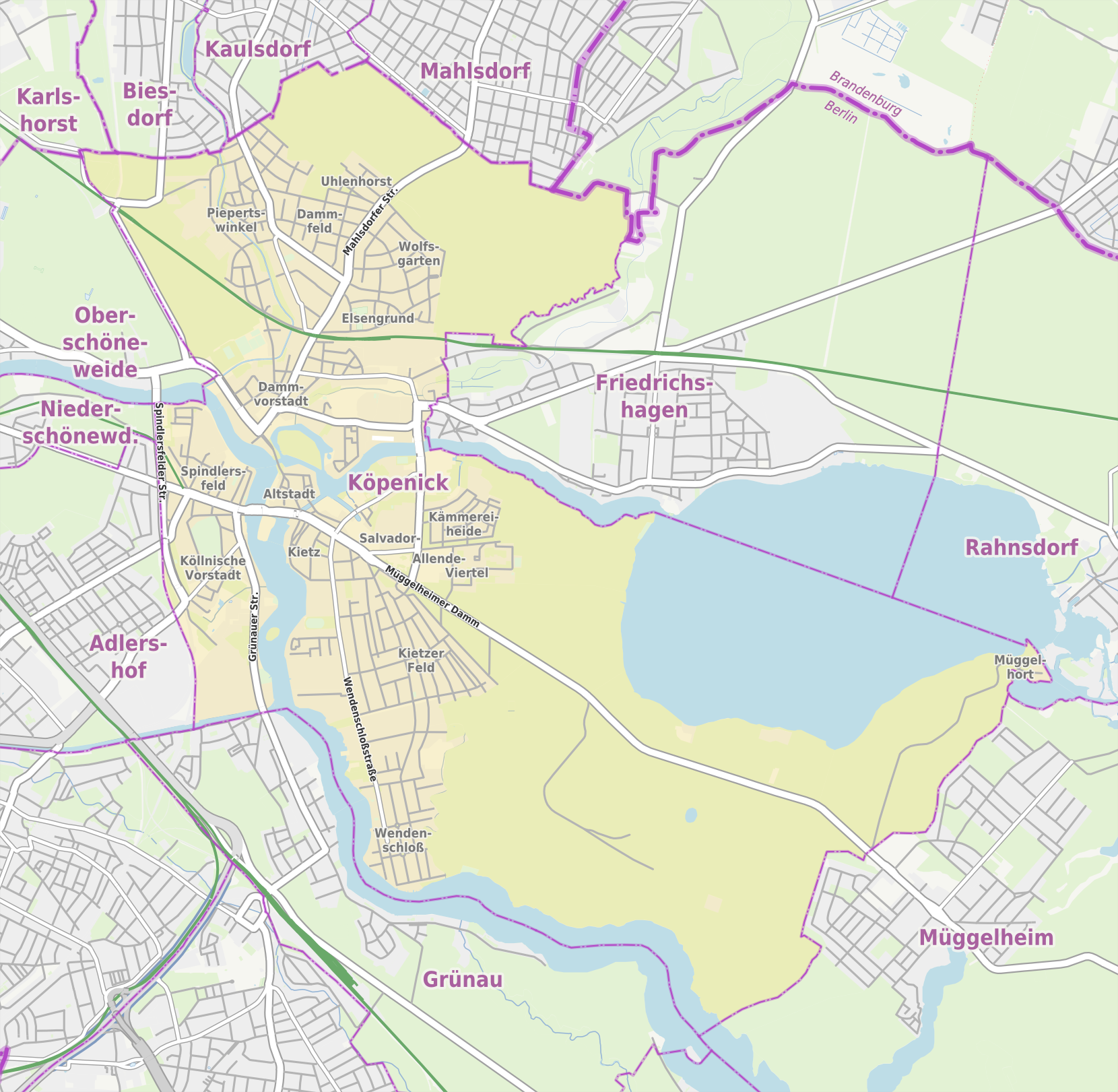
Carte de Köüenick et des quartiers limitrophes.

Köpenick est situé au centre de la vallée proglaciaire de Berlin à l'embouchure des rivières Sprée et Dahme. Le lac Großer Müggelsee est en grande partie situé à Köpenick, quoiqu'il fasse également partie de Berlin-Friedrichshagen et Berlin-Rahnsdorf. Quoique le quartier ait une altitude de 34 m, son point culminant aux Müggelberge est à 115 m.
L'actuel quartier urbain correspond au territoire de l'ancienne commune de Köpenick. Avec 34,92 km2, c'est le quartier de Berlin le plus étendu. La vieille ville (Altstadt), l'île du château et le village de pêche Kietz constituent le cœur historique, entouré par des faubourgs, des grands ensembles et des zones résidentielles étendues.

### Subdivisions
Köpenick est divisée en 8 zones :
- Altstadt
- Kietzer Vorstadt
- Dammvorstadt
- Köpenick-Nord
  - Siedlung Dammfeld
  - Elsengrund
  - Uhlenhorst
  - Wolfsgarten
- Amtsfeld-Kämmereiheide
  - Salvador-Allende-Viertel
- Köllnische Vorstadt
- Spindlersfeld
- Wendenschloß  (voir Station balnéaire de Wendenschloss).
  - Siedlung Kietzer Feld

## Population
Le quartier comptait 64 272 habitants le 1er janvier 2017 selon le registre des déclarations domiciliaires, c'est-à-dire 1 841 hab./km2. C'est une densité de population assez basse par rapport à la moyenne berlinoise (4 116 hab./km2) due aux régions forestières et lacustres non habitées.
| Année | Hab,.  |
| ----- | ------ |
| 1871  | 5.267  |
| 1880  | 8.924  |
| 1890  | 14.619 |
| 1900  | 20.925 |
| 1910  | 30.879 |
| 1919  | 32.586 |
| 1939  | 54.744 |
| 1950  | 51.771 |
| 1963  | 52.359 |
| 2007  | 59.112 |
| 2017  | 64.272 |

## Historique

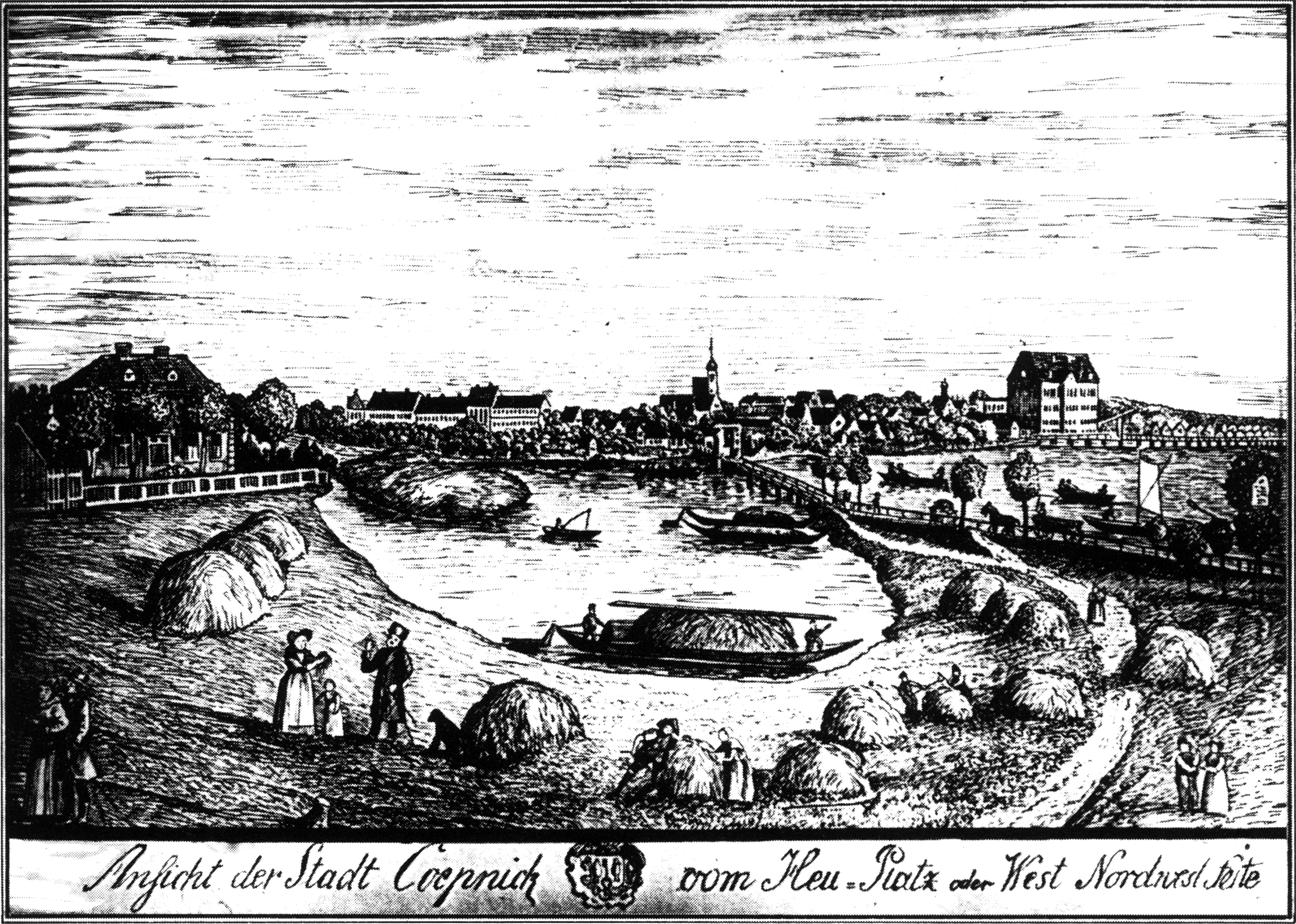
Vue sur la ville (1811).

La région au confluent des rivières Sprée et Dahme était habitée depuis l'âge du bronze ; après les grandes invasions, au VIIe siècle, des tribus slaves (« Wendes ») arrivent et y établissent une fortification (gard) qui jusqu'au XIIe siècle fut le centre d'une seigneurie autonome. À la période de la colonisation germanique, le dernier prince slave, Jaxa de Copnic continua à se battre avec le margrave Albert l'Ours pour la domination des territoires et a finalement été vaincu en 1157. La dynastie des princes slaves laisse, dans la Germania Slavica, le nom germanisé de Copenic mentionné dans un acte du margrave Conrad II de Lusace en 1209.
Le lieu a reçu les droits de ville en 1232. Au milieu du XIIIe siècle, les margraves Jean et Albert III de Brandebourg menèrent plusieurs campagnes contre le margrave Henri III l'Illustre et ils ont occupé la région vers l'an 1245. Köpenick est devenu par la suite un bourg au sein de la marche de Brandebourg.
En 1558, l'électeur Joachim II Hector de Brandebourg fit reconstruire le château de Köpenick en pavillon de chasse. Dévasté durant la guerre de Trente Ans, l'actuel palais baroque naissait, en 1688, par la volonté de l'électeur Frédéric III. La ville demeura toutefois dans l'ombre de la résidence à Berlin-Cölln en aval de la Sprée. Le 25 octobre 1730, une réunion du tribunal militaire prussien s'est tenue au château pour conduire les procès du prince héritier Frédéric II et de son ami Hans Hermann von Katte accusés de haute trahison.
Le 16 octobre 1906, l'hôtel de ville de Köpenick est occupée pendant une journée par un imposteur, le cordonnier Wilhelm Voigt, qui avait revêtu un uniforme de capitaine d'infanterie et réquisitionné une patrouille. Cette « prise de Köpenick » est restée célèbre dans la culture allemande et a inspiré notamment la pièce de Carl Zuckmayer, Le Capitaine de Köpenick, en 1931, et le film homonyme de Helmut Käutner en 1956.
Jusqu'à la fondation du Grand Berlin en 1920, Köpenick (orthographié jusqu'au 1er janvier  1931 : Cöpenick) formait l'une des 7 villes indépendantes qui furent annexées à la capitale et qui donna donc son nom à l'ancien district de Köpenick qui comprenait le quartier.
En juin 1933, le quartier de Köpenick, à forte implantation socialiste et communiste, connaît une violente répression menée par les SA du parti nazi lors de la semaine sanglante de Köpenick.

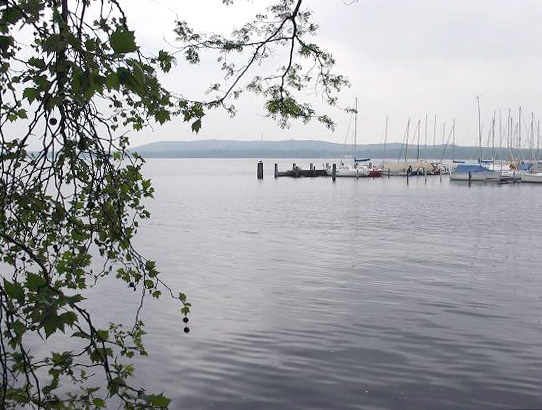
Le Großer Müggelsee avec les Müggelberge à l'horizon.

## Transport

### Gares de S-Bahn
| Ligne de Berlin à Wrocław : Berlin Wuhlheide Berlin-Köpenick |

## Personnalités de Berlin-Köpenick
- Bruno Lüdke (1908–1944), accusé d'être un tueur en série ;
- Albert Flocon (1909-1994), graveur ;
- Isot Kilian (1924–1986), comédienne et assistant metteur en scène ;
- Achim Hill (1935–2015), rameur
- Helga Maria Novak (1935-2013), poétesse ;
- Jochen Schümann (né en 1954), marin et champion olympique ;
- Laura Ludwig (née en 1986), joueuse de beach-volley.